# Nomia simplicipes
Nomia simplicipes är en biart som beskrevs av Heinrich Friese 1897. Nomia simplicipes ingår i släktet Nomia och familjen vägbin. Inga underarter finns listade i Catalogue of Life.